# Agazio Guidacerio
Agazio Guidacerio, o Agacio Guidacerio, o Agathius Guidacerius (Rocca Falluca, 1477 – Parigi, 1542), è stato un umanista, linguista, filologo ed ebraista italiano.

## Biografia
Originario di Rocca Falluca, un antico borgo medievale disabitato dalla fine del XVI secolo i cui ruderi sono situati nel territorio comunale dell'odierna Tiriolo, in Calabria. Ricevette una prima istruzione presso l'abbazia di San Giuliano di Rocca Falluca.
Fu professore di lingua ebraica a Roma ai tempi di Leone X. Possedeva una imponente raccolta di codici e libri in lingua ebraica che andarono persi durante il sacco di Roma (1527) a cui scampò rifugiandosi ad Avignone presso il vicelegato Giovanni Niccolai. Si trasferì successivamente a Parigi dove nel 1530 ottenne la cattedra di lingua ebraica al Collège de France. A Parigi nel 1539 preparò una nuova versione della Gramatica ebraica, la cui prima edizione era stata pubblicata a Roma nel 1520 con dedica a Leone X; preparò inoltre dei commenti ad alcuni testi dell'Antico Testamento, il cui elenco è contenuto nella Bibliotheca sacra del Le Long, nei quali confrontò il testo latino con quello greco e con l'originale in lingua ebraica.

## Opere
Roma
- Grammatica hebraicae linguae (1520)
- Canticum canticorum Selomonis (1524)

Parigi
- Institutiones grammaticae hebraicae linguae (1529)
- Canticum canticorum Selomonis (1531)
- In preciosissimos septem Davidicos psalmos, qui poenitentiales merito dicuntur, secundum fontes Hebraeorum, nova jam nunc aedita commentaria (1836)
- Grammatica hebraica. In hoc libello continetur: de Literis hebraicis, de punctis, de accentibus, de quantitate syllabarum, deque vera linguae hebraicae pronunciandi ratione, quatenus scriptis ostendi potest (1537)
- Canticum canticorum Ecclesiastes (1539)
- Grammaticae in sanctam Christi linguam institutiones, aeditae per Agathium Guidacerium. De octo partibus orationis, ab ejus peculio, liber secundus (1539)